# Раменье (Печетовское сельское поселение)
Ра́менье — деревня в Кимрском районе Тверской области России.
Входит в состав Печетовского сельского поселения.

## География и транспорт
Деревня Раменье по автодорогам расположена в 41 км к северо-западу от города Кимры, в 49 км от железнодорожной станции Савёлово, и в 179 км от МКАД.
Деревня окружена массивом мелколиственных и хвойных лесов. Почва в деревне в большинстве своем относится к супесям, во многих местах присутствуют значительные залежи торфа. К северо-востоку от деревни находится Битюковское болото.
Ближайшие населённые пункты — деревни Печетово, Ильино, Шубино, Костино и Бересловлево.

## История
Деревня Раменье впервые появляется на карте Тверской губернии А. Менде 1853 г.
В 1931 г. деревня Раменье вошла в состав Кимрского района, входящего в состав Московской области.
В 1935 г. деревня вошла в состав новообразованной Калининской области.
С начала 90-х гг. деревня была в составе Печетовского сельского округа (ликвидирован в 2006 г.).
В 2006 г. деревня Раменье вошла в состав новообразованного Печетовского сельского поселения.

## Население
| 1859 | 2002 | 2010 |
| ---- | ---- | ---- |
| 20   | ↘5   | →5   |

## Учреждения
На момент 2018 г. жители деревни ездят в среднюю общеобразовательную школу деревни Неклюдово, а также в город Кимры. За медицинскими услугами — в Печетовский ФАП, а также в город Кимры.
Ближайший банкомат и отделение Сбербанка находятся в городе Кимры.